# Adeo di Macedonia
Adeo di Macedonia (in greco antico: Ἀδαῖος, in latino: Adaeus; prima metà del III secolo a.C. – II secolo a.C.) è stato un poeta greco antico.

## Biografia
L'epiteto Μακεδόν è accostato al suo nome nel terzo epigramma conservato nell'Antologia Palatina. Visse al tempo di Alessandro Magno, al quale allude in uno dei dieci epigrammi sopravvissuti.

Basandosi sul fatto che il quinto epigramma riporta il nome Αδδαίου Μυτιληναίου, Johann Jakob Reiske ha sostenuto che Adèo di Macedonia sia identificabile con Adeo di Mitilene.

## Epigrammi
Come detto, ad Adeo sono attribuiti 10 epigrammi conservati nella Antologia Palatina.

Di essi, i primi due sono di tipo bucolico: il primo, in due distici, narra la graziosa storia del pastore Alcone che, preso da pietà per l'agnellino che intendeva sacrificare, lo lascia libero; il secondo, di simile impianto, è un epigramma anatematico sull'offerta di un pastore a Demetra. Il terzo, sepolcrale, rifiuta le versioni correnti sulla morte di Euripide e ricorda come il poeta, morto di vecchiaia, sia sepolto in Macedonia. Gli epigrammi IV-VI, ugualmente sepolcrali, ricordano le tombe di Filippo e Alessandro Magno e dell'eroe Filopregmone di Potidea, dunque ben situando l'autore nel contesto macedone, da cui l'etnico. Gli epigrammi VII-X, infine, sono anch'essi anatematici.